# Averrhoidium gardnerianum
Averrhoidium gardnerianum är en kinesträdsväxtart som beskrevs av Henri Ernest Baillon. Averrhoidium gardnerianum ingår i släktet Averrhoidium och familjen kinesträdsväxter. Inga underarter finns listade i Catalogue of Life.